# Маханов, Кадырбек
Кадырбек Маханов (1927 год, город Шардара, Кзылкумский район, Чимкентская область, Киргизская АССР, РСФСР, СССР — 4 сентября 2008 года, Шардара, Южно-Казахстанская область, Казахстан) — работник коллективного хозяйства, звеньевой колхоза «Пахта-Арал», Герой Социалистического Труда (1957).

## Биография
Родился в 1927 году в ауле Чардара Кзылкумского района Чимкентской области, Киргизская АССР (сегодня — город Шардара Южно-Казахстанской области, Кзылкумского Казахстан). В 1942 году в возрасте 15 лет вступил в колхоз «Пахта-Арал» района Чимкентской области. Первоначально трудился рабочим, затем был назначен звеньевым хлопководческого звена. С 1967 года работал старшим агрономом рисоводческого совхоза «Восход» Чардаринского района Чимкентской области.
В 1956 году бригада Кадырбека Маханова собрала по 44,4 центнера хлопка-сырца с каждого гектара. За этот доблестный труд был удостоен в 1957 году звания Героя Социалистического Труда.
Умер 4 сентября 2008 года в возрасте 81 года в городе Шардара, Южно-Казахстанская область, Казахстан.

## Награды
- Герой Социалистического Труда — указом Президиума Верховного Совета СССР от 8 июня 1957 года;
- дважды Орден Ленина.